# Дейтон (Нью-Джерсі)
Дейтон (англ. Dayton) — переписна місцевість (CDP) в США, в окрузі Міддлсекс штату Нью-Джерсі. Населення — 8138 осіб (2020).

## Географія
Дейтон розташований за координатами 40°22′52″ пн. ш. 74°30′48″ зх. д. / 40.38111° пн. ш. 74.51333° зх. д. (40.381014, -74.513355).  За даними Бюро перепису населення США в 2010 році переписна місцевість мала площу 5,44 км², з яких 5,44 км² — суходіл та 0,01 км² — водойми.

## Демографія
Згідно з переписом 2010 року, у переписній місцевості мешкали 7063 особи в 2288 домогосподарствах у складі 1902 родин. Густота населення становила 1298 осіб/км².  Було 2347 помешкань (431/км²).
Расовий склад населення:
| - 46,0 % — азіатів - 40,2 % — білих - 9,2 % — чорних або афроамериканців - 0,2 % — корінних американців - 1,6 % — осіб інших рас |

До двох чи більше рас належало 2,8 %. Частка іспаномовних становила 5,8 % від усіх жителів.
За віковим діапазоном населення розподілялося таким чином: 30,1 % — особи молодші 18 років, 64,2 % — особи у віці 18—64 років, 5,7 % — особи у віці 65 років та старші. Медіана віку мешканця становила 36,0 року. На 100 осіб жіночої статі у переписній місцевості припадало 92,5 чоловіків;  на 100 жінок у віці від 18 років та старших — 89,3 чоловіків також старших 18 років.
Середній дохід на одне домашнє господарство  становив 125 726 доларів США (медіана — 118 071), а середній дохід на одну сім'ю — 135 115 доларів (медіана — 124 577). За межею бідності перебувало 2,9 % осіб, у тому числі 3,1 % дітей у віці до 18 років та 5,9 % осіб у віці 65 років та старших.
Цивільне працевлаштоване населення становило 3816 осіб. Основні галузі зайнятості: науковці, спеціалісти, менеджери — 25,5 %, освіта, охорона здоров'я та соціальна допомога — 23,4 %, фінанси, страхування та нерухомість — 11,2 %, виробництво — 9,7 %.